# Опенде
Опенде (нід. Opende, нід. вимова: [ɔpˈɛndə]) — село в нідерландській провінції Гронінген. Входить до муніципалітету Вестерквартір.
Його площа становить 14,65км², а населення станом на 2021 рік складало 2 415 осіб.
Перша згадка про населений пункт датується 1457 роком.

## Галерея

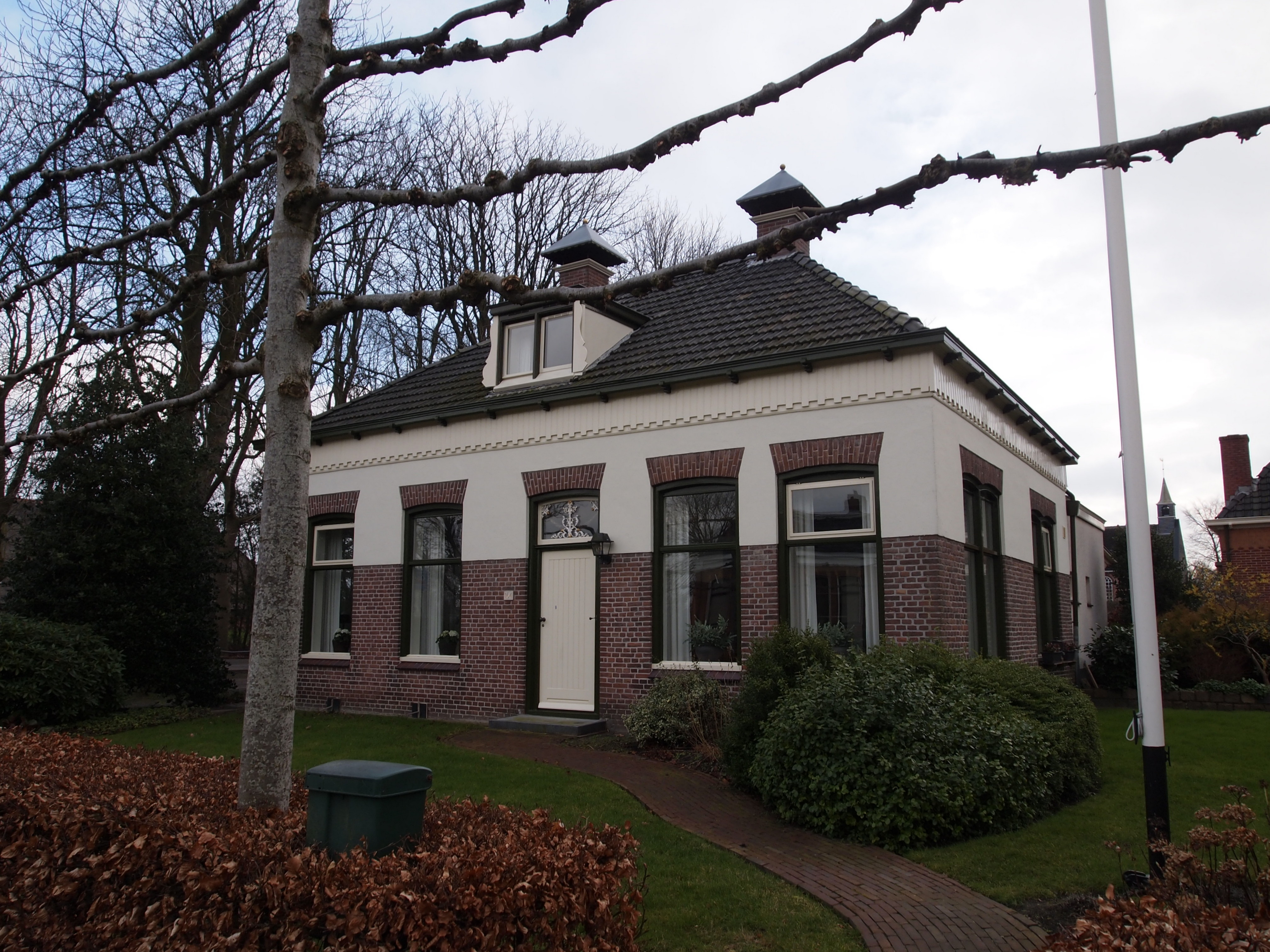
Будинок в Опенде
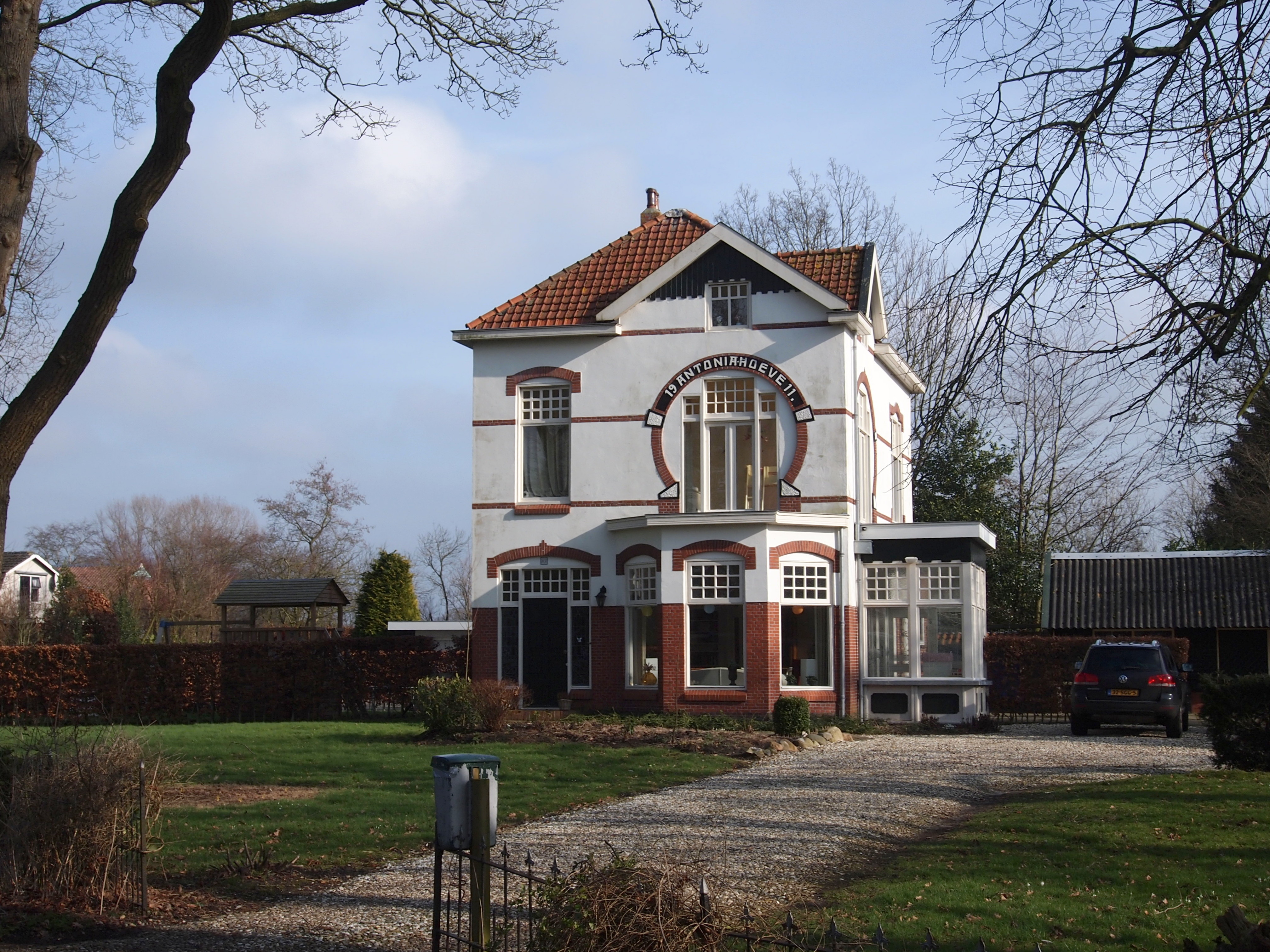
Вілла в Опенде
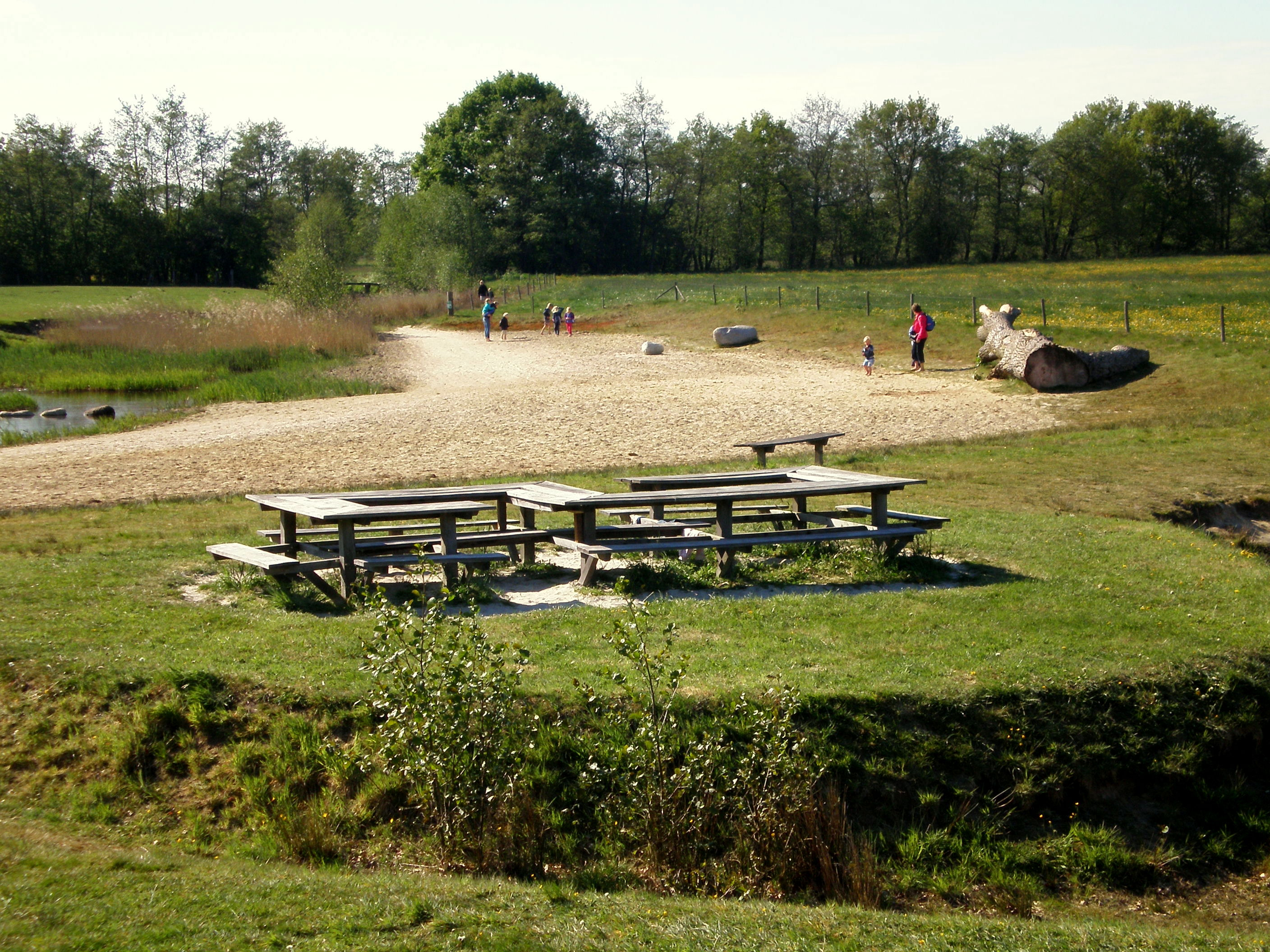
Місце відпочинку поблизу села
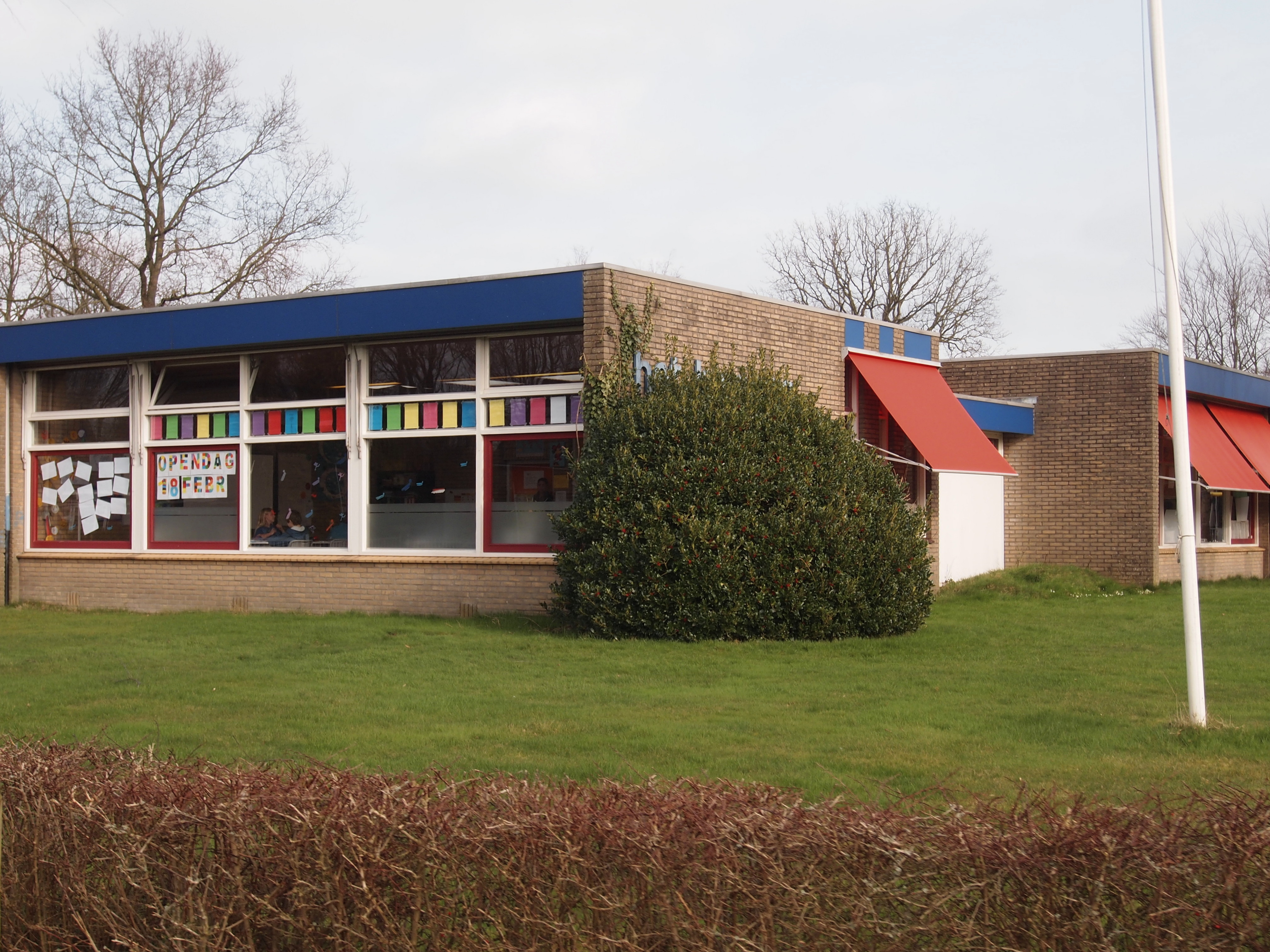
Сільська школа